# Winterswijk (gemeente)

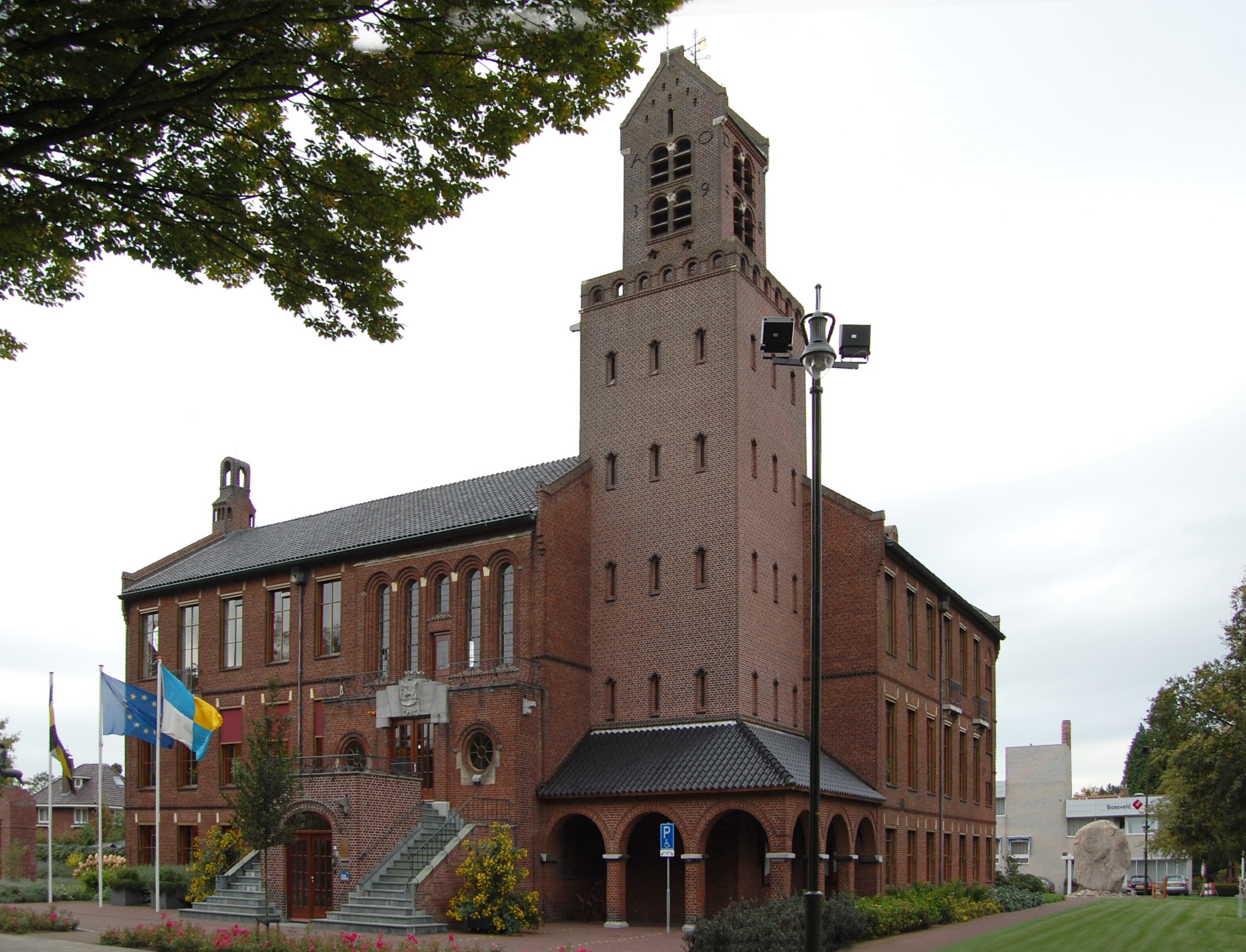
Het oude gemeentehuis van Winterswijk

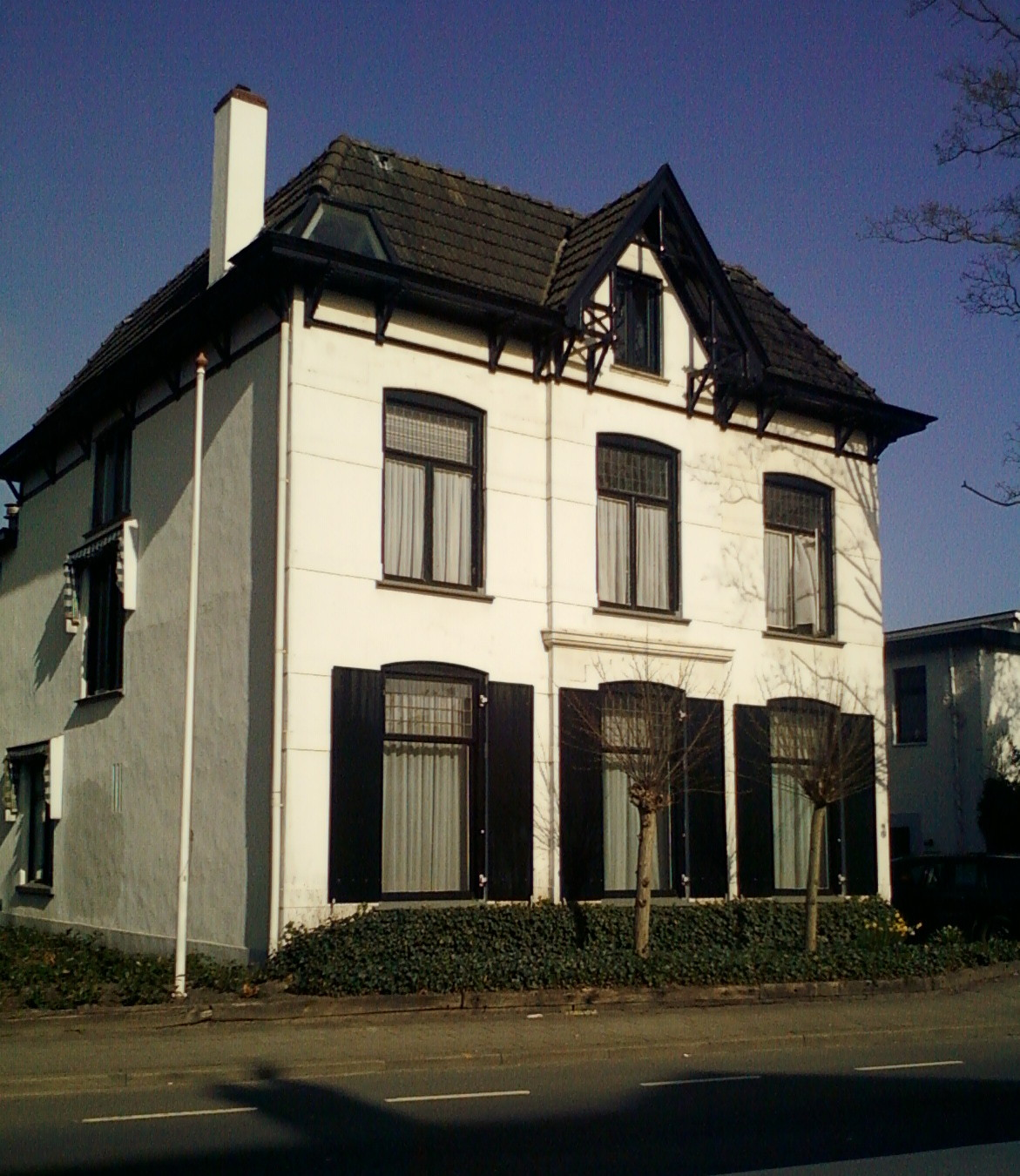
Het huis waar Piet Mondriaan van 1880 tot 1892 woonachtig was

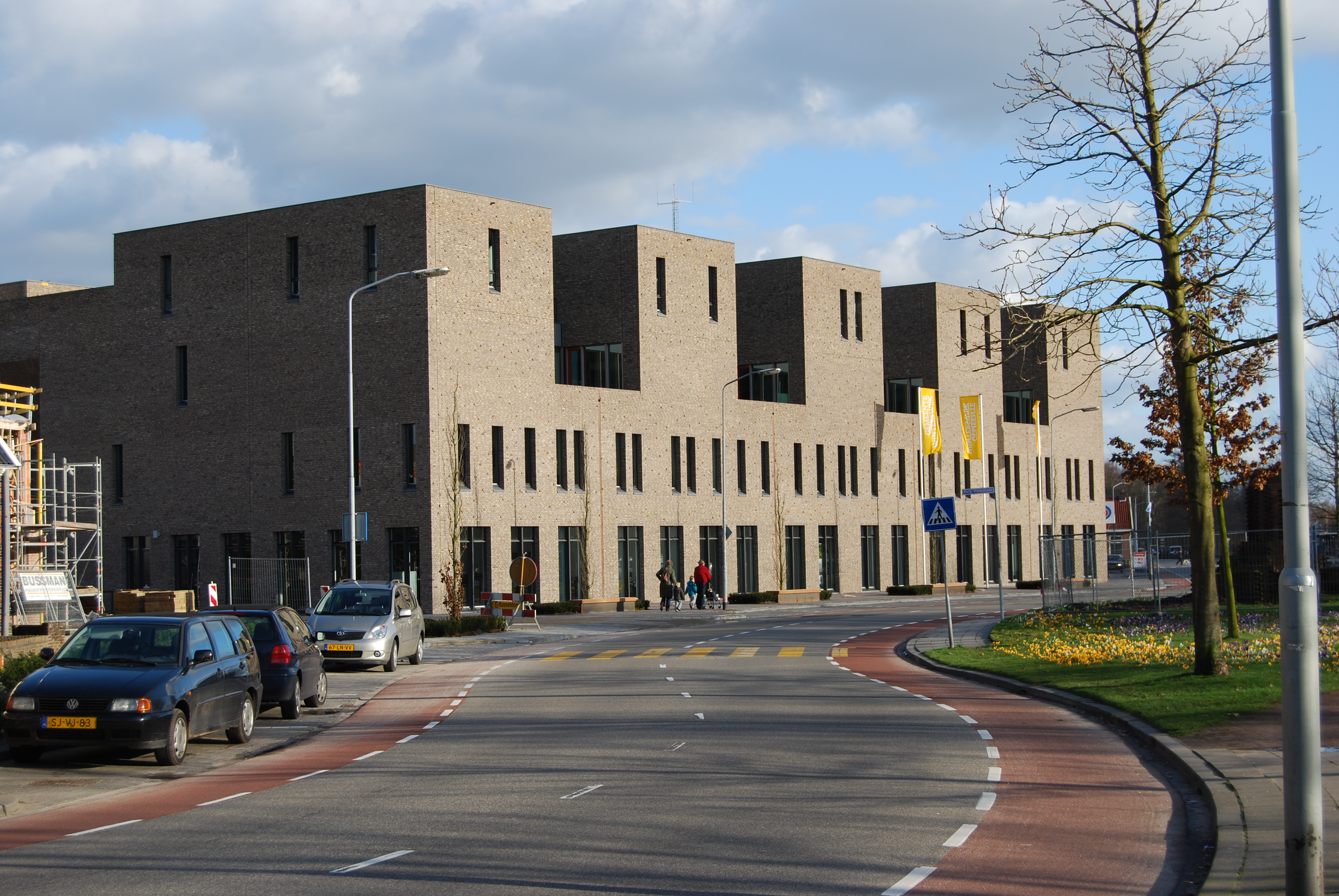
Het gemeentehuis van Winterswijk

Winterswijk (Nedersaksisch: Wenters of Wenterswiek) is een gemeente in het meest oostelijke deel van de regio Achterhoek in de Nederlandse provincie Gelderland. Het oppervlak van de gemeente Winterswijk bedraagt 138,29 km², waarvan 0,52 km² water. In de gemeente woonden op 1 januari 2024 29.235 mensen (bron: CBS). Hiervan woonden er op 1 januari 2023 23.840 in de hoofdplaats Winterswijk. Het inwonertal van de gemeente is al jaren min of meer constant. In 1850 telde de toenmalige gemeente Winterswijk, met een oppervlakte van 138 km², 7.595 inwoners.

## Ligging
De gemeente Winterswijk ligt in het oosten van de Gelderse Achterhoek en grenst voor een groot deel aan Duitsland. De gemeente heeft een groot aantal buitengebieden, die worden gevormd door negen buurtschappen die allemaal tot de gemeente Winterswijk behoren. Met de klok mee zijn dit achtereenvolgens (met populatie tussen haakjes): Miste (649) en Corle (263), Meddo (1.438), Huppel (408), Henxel (292), Ratum (379), Kotten (715), Brinkheurne (279), het Woold (882). Meddo heeft als enige van de buurtschappen een dorpskern met nog enkele voorzieningen en een katholieke kerk, de Johannes de Doperkerk.
In 1994 is de gemeente Winterswijk overgestapt van wijknummering naar straatnamen en huisnummers. Tot die tijd de buurtschappen aangewezen met de letter, gevolgd door een uniek nummer in plaats van een straatnaam met huisnummer. Een boerderij had dan als postadres dan bijvoorbeeld "H22". Voor de telefoon hadden de buitengebieden aanvankelijk eigen netnummers, in 1990 werden deze onderdeel van het netnummer van Winterswijk (05430) en waren de buurtschappen herkenbaar aan de eerste twee nummers in het toenmalige 5-cijferige telefoonnummer. In oktober 1995 zijn de telefoonnummers in heel Nederland opnieuw aangepast (Operatie Decibel), het kengetal werd een cijfer korter (0543) en het abonneenummer werd 6-cijferig.
Hieronder volgt de wijkaanduiding en telefoonnummers die de buurtschappen tot 1994 hadden:
| Buurtschap  | Wijknummer | Netnummer voor 1990 | Vaste eerste 2 cijfers telefoonnummer (1990-1995) | Vaste eerste 2 cijfers telefoonnummer (na 1995) |
| ----------- | ---------- | ------------------- | ------------------------------------------------- | ----------------------------------------------- |
| Miste       | B          | 05435               | 65                                                | 565                                             |
| Corle       | C          | 05430               | geen                                              | geen                                            |
| Meddo       | D          | 05439               | 69                                                | 569                                             |
| Huppel      | F          | 05432               | 62                                                | 562                                             |
| Henxel      | G          | 05432               | 62                                                | 562                                             |
| Ratum       | E          | 05432               | 62                                                | 562                                             |
| Kotten      | H          | 05433               | 63                                                | 563                                             |
| Brinkheurne | I          | 05433               | 63                                                | 563                                             |
| Woold       | K          | 05434               | 64                                                | 564                                             |

## Geologie
De omgeving van Winterswijk staat bekend om zijn coulisselandschap en de steengroeve met zijn fossiele resten. Het Juratijdperk Lias komt bij Winterswijk in enkele beekbeddingen aan de oppervlakte. De omgeving van Winterswijk werd daarom in 2005 door de Nederlandse overheid uitgeroepen tot het Nationaal Landschap Winterswijk, een gebied van totaal bijna 22.000 hectare groot.
Aan het eind van het Tertiair (ongeveer 1 miljoen jaar geleden) stond vrijwel geheel Nederland en ook België tot aan de Ardennen onder water. Samen met Zuid-Limburg bleef ook Winterswijk boven water. Maar ook Winterswijk lag ooit onder zeeniveau. Op 3 mei 1922 werd bij boringen rond Winterswijk onder andere steenzout aangetroffen.

## Tweede Wereldoorlog
In het najaar van 1939 kwam bij de plaatselijke politie een melding binnen dat in de buurtschap Woold behorende tot de gemeente Winterswijk personen hadden gezien dat vanaf Duits gebied een of meerdere vliegtuigen over Nederlands grondgebied vlogen, en zich verdacht gedroegen. De politie verrichtte vergeefs onderzoek naar de herkomst van de toestellen. Onbevestigd bleef of er sprake zou zijn van verkenningstoestellen van de Luftwaffe, die na hun verkenning waren teruggekeerd naar hun basis. Wat voor de Duitsers interessant zal zijn geweest, is vermoedelijk de staat van de verdedigingsobjecten nabij de grens. Dit waren onder andere de tankvallen in de buurtschap Kotten, en verdere toestanden betreffende de verkenningsbataljons die een waarnemende taak hadden om het achterland in te lichten bij naderende Duitse acties. Dit grenswachtbataljon lag in het Feestgebouw in Kotten en had tot taak om het grensgedeelte tussen Eibergen en Dinxperlo te bewaken.
Bij de Provinciale Statenverkiezingen van 1935 stemde ruim 20 % van de Winterswijkers, met name boeren en kleine middenstanders, op de NSB. Dit wordt verklaard door enerzijds de grote aanhang van de rechtse en antisocialistische vereniging Landbouw en Maatschappij met Willem Pieter Cornelis Bos, een uit Staphorst afkomstige, populaire veearts als sterk charismatische voorman, en anderzijds het hoge percentage onkerkelijkheid, waardoor banden met traditionele confessionele of socialistische partijen zwakker waren. Wanneer er  in de loop van de jaren 30 enig economisch herstel optreedt, wordt ook de NSB minder populair. Bij de verkiezingen voor de Tweede Kamer op 26 mei 1937 is het aantal stemmen gedaald naar 12,8%. Als Bos zich niet meer kandidaat stelt voor de Provinciale Statenverkiezingen in april 1939 zakt de NSB naar 11,6%. Bij de gemeenteraadsverkiezingen van 14 juni 1939 komt de partij niet verder dan 9,8%.
In Winterswijk en omgeving doken velen onder en was het verzet actief. Ook hadden pro-Duitse boeren Joodse onderduikers. Al in de vooroorlogse jaren arriveerden in de grensgemeente Winterswijk vele Joodse en politieke vluchtelingen. De gereformeerde verzetsvrouw Helena Kuipers-Rietberg, Tante Riek, die in Ravensbrück het leven liet, is een begrip. Zij zette met dominee Frits Slomp uit Heemse een nationaal netwerk op om onderduikers onder te brengen. Uit dit netwerk ontstond de Landelijke Organisatie voor Hulp aan Onderduikers.
Na de Tankslag in het Woold werd Winterswijk bevrijd op 31 maart 1945.
Winterswijk telt tientallen oorlogsmonumenten, zie:
- Lijst van oorlogsmonumenten in Winterswijk

## Topografisch beeld
Topografisch kaartbeeld van de gemeente Winterswijk, september 2022.

## Zetelverdeling gemeenteraad
De gemeenteraad van Winterswijk bestaat uit 21 zetels. Hieronder staan de uitslagen van de gemeenteraadsverkiezingen sinds 1946:
| Partij                              | 1946 | 1949 | 1953 | 1958 | 1962 | 1966 | 1970 | 1974 | 1978 | 1982 | 1986 | 1990 | 1994 | 1998 | 2002 | 2006 | 2010 | 2014 | 2018 | 2022 |
| ----------------------------------- | ---- | ---- | ---- | ---- | ---- | ---- | ---- | ---- | ---- | ---- | ---- | ---- | ---- | ---- | ---- | ---- | ---- | ---- | ---- | ---- |
| Voor Winterswijk                    |      |      |      |      |      |      |      |      |      |      |      |      |      |      |      |      |      |      | *    | 5    |
| CDA                                 |      |      |      |      |      |      |      |      | 7    | 6    | 6    | 6    | 5    | 5    | 5    | 3    | 4    | 4    | 7    | 4    |
| Morgen                              |      |      |      |      |      |      |      |      |      |      |      |      |      |      |      |      |      |      |      | 3    |
| D66                                 |      |      |      |      |      |      |      |      | 1    | 1    | 1    | 2    | 2    | 1    | 1    |      |      | 1    | 1    | 3    |
| PvdA                                | 12   | 10   | 10   | 9    | 11   | 9    | 10   | 10   | 8    | 7    | 9    | 8    | 6    | 7    | 6    | 6    | 4    | 3    | 2    | 2    |
| Winterswijks Belang                 |      |      |      |      |      |      |      |      |      |      |      |      |      |      |      | 8    | 5    | 6    | 5    | 2    |
| VVD                                 |      | 5    | 5    | 5    | 4    | 4    | 4    | 5    | 5    | 6    | 4    | 4    | 5    | 6    | 7    | 2    | 5    | 4    | 4*   | 2    |
| GroenLinks                          |      |      |      |      |      |      |      |      |      |      |      |      |      |      |      |      |      |      | 2    |      |
| SP                                  |      |      |      |      |      |      |      |      |      |      |      |      |      |      |      |      | 2    | 3    |      |      |
| Progressief Winterswijk             |      |      |      |      |      |      |      |      |      | 1    | 1    | 1    | 3    | 2    | 2    | 2    | 1    |      |      |      |
| ARP/CHU/KVP                         |      |      |      |      |      |      | 6    | 5    |      |      |      |      |      |      |      |      |      |      |      |      |
| Protestants-Christelijke Groepering | 2    |      | 2    | 2    | 3    | 3    |      |      |      |      |      |      |      |      |      |      |      |      |      |      |
| KVP                                 | 2    | 2    | 2    | 3    | 3    | 3    |      |      |      |      |      |      |      |      |      |      |      |      |      |      |
| ARP                                 |      | 1    |      |      |      |      |      |      |      |      |      |      |      |      |      |      |      |      |      |      |
| CHU                                 |      | 1    |      |      |      |      |      |      |      |      |      |      |      |      |      |      |      |      |      |      |
| Partij van de Vrijheid              | 3    |      |      |      |      |      |      |      |      |      |      |      |      |      |      |      |      |      |      |      |
| Lijst-Hof                           |      |      |      |      |      |      |      | 1    |      |      |      |      |      |      |      |      |      |      |      |      |
| Binding Rechts                      |      |      |      |      |      |      | 1    |      |      |      |      |      |      |      |      |      |      |      |      |      |
| Boerenpartij                        |      |      |      |      |      | 2    |      |      |      |      |      |      |      |      |      |      |      |      |      |      |
| Totaal                              | 19   | 19   | 19   | 19   | 21   | 21   | 21   | 21   | 21   | 21   | 21   | 21   | 21   | 21   | 21   | 21   | 21   | 21   | 21   | 21   |

 * 2 raadsleden van de VVD hebben zich afgesplitst en vormden de fractie "Voor Winterswijk"

## Recreatie
Winterswijk is een bekend recreatiegebied met veel campings. Het Scholtenpad is vanuit Winterswijk in vier richtingen bereikbaar. Vlak buiten het centrum ligt het Strandbad, een openluchtzwembad dat vanwege financiële omstandigheden in 2004 is gesloten. Het is daarna volledig gerestaureerd en in 2011 weer voor het publiek opengesteld. Ten noorden van Winterswijk ligt het recreatiegebied 't Hilgelo.

## Aangrenzende gemeenten
| Aangrenzende gemeenten | Aangrenzende gemeenten    | Aangrenzende gemeenten | Aangrenzende gemeenten | Aangrenzende gemeenten |
| ---------------------- | ------------------------- | ---------------------- | ---------------------- | ---------------------- |
| Oost Gelre             |                           |                        |                        | Vreden (D)             |
|                        |                           |                        |                        |                        |
|                        | Stadtlohn (D) Südlohn (D) |                        |                        |                        |
|                        |                           |                        |                        |                        |
| Aalten Bocholt (D)     |                           | Rhede (D)              |                        | Borken (D)             |

## Afbeeldingen

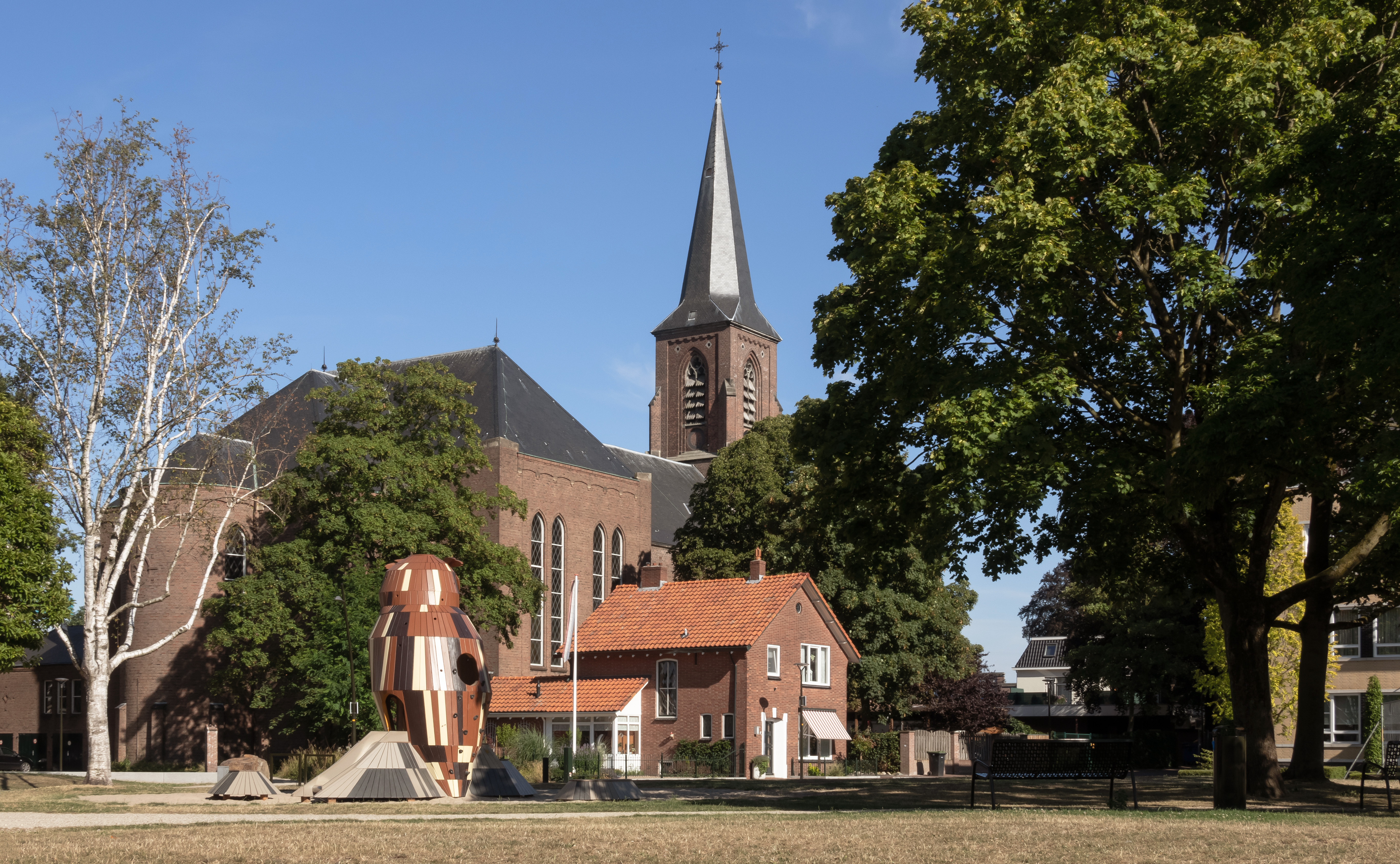
Jacobskerk vanaf het Vrijheidspark
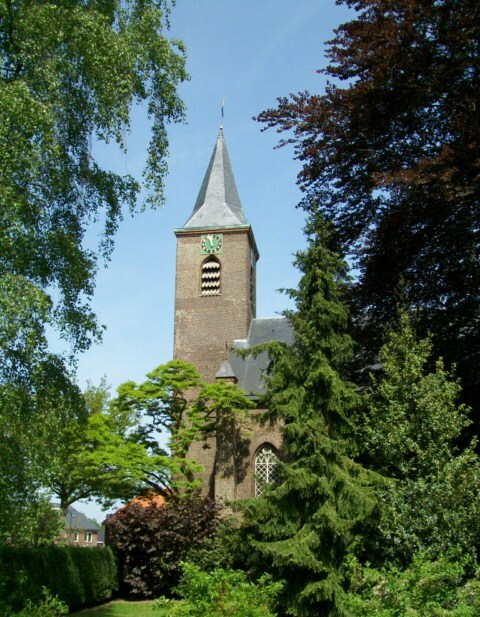
Johannes de Doperkerk in Meddo
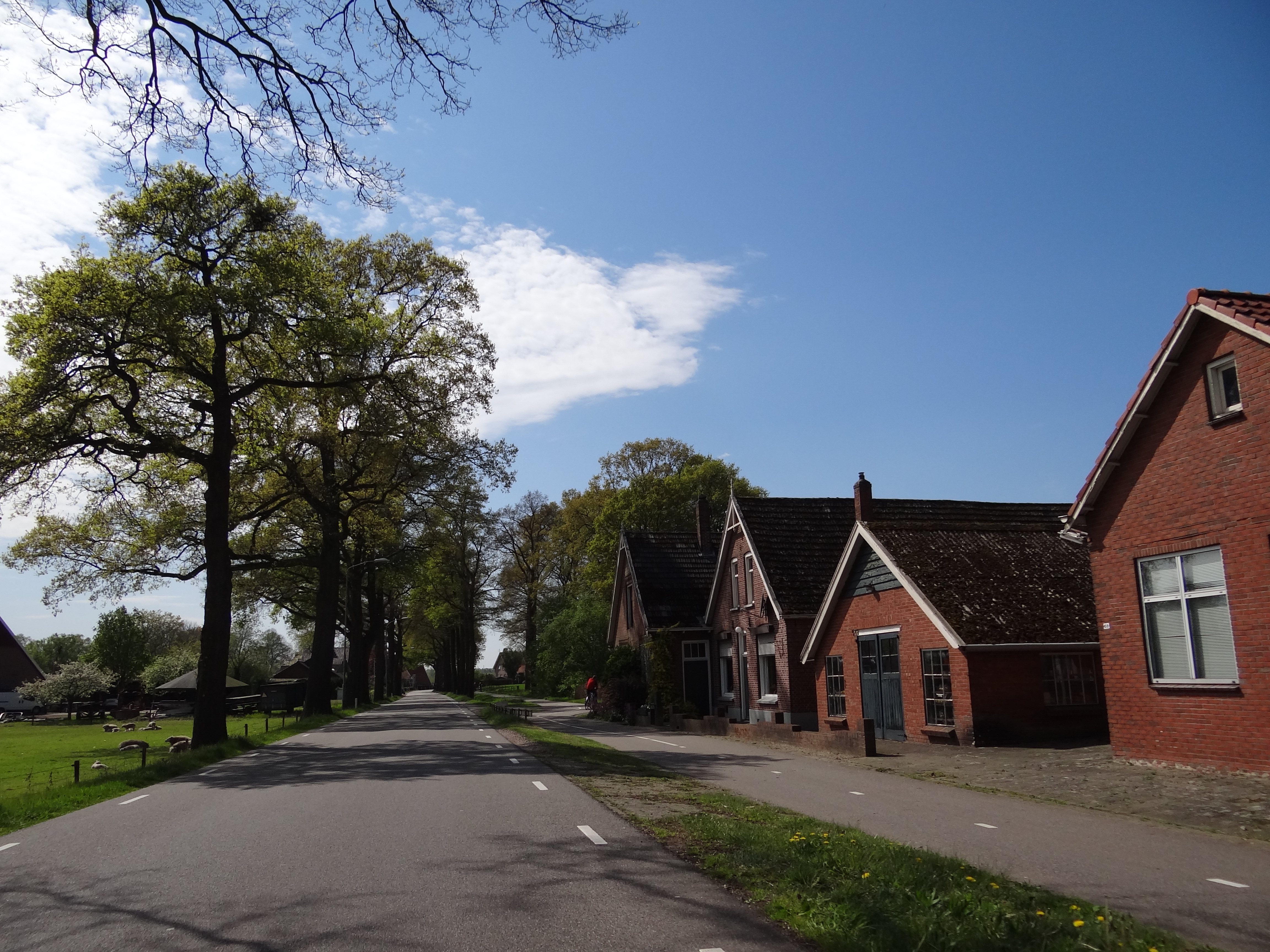
Corle
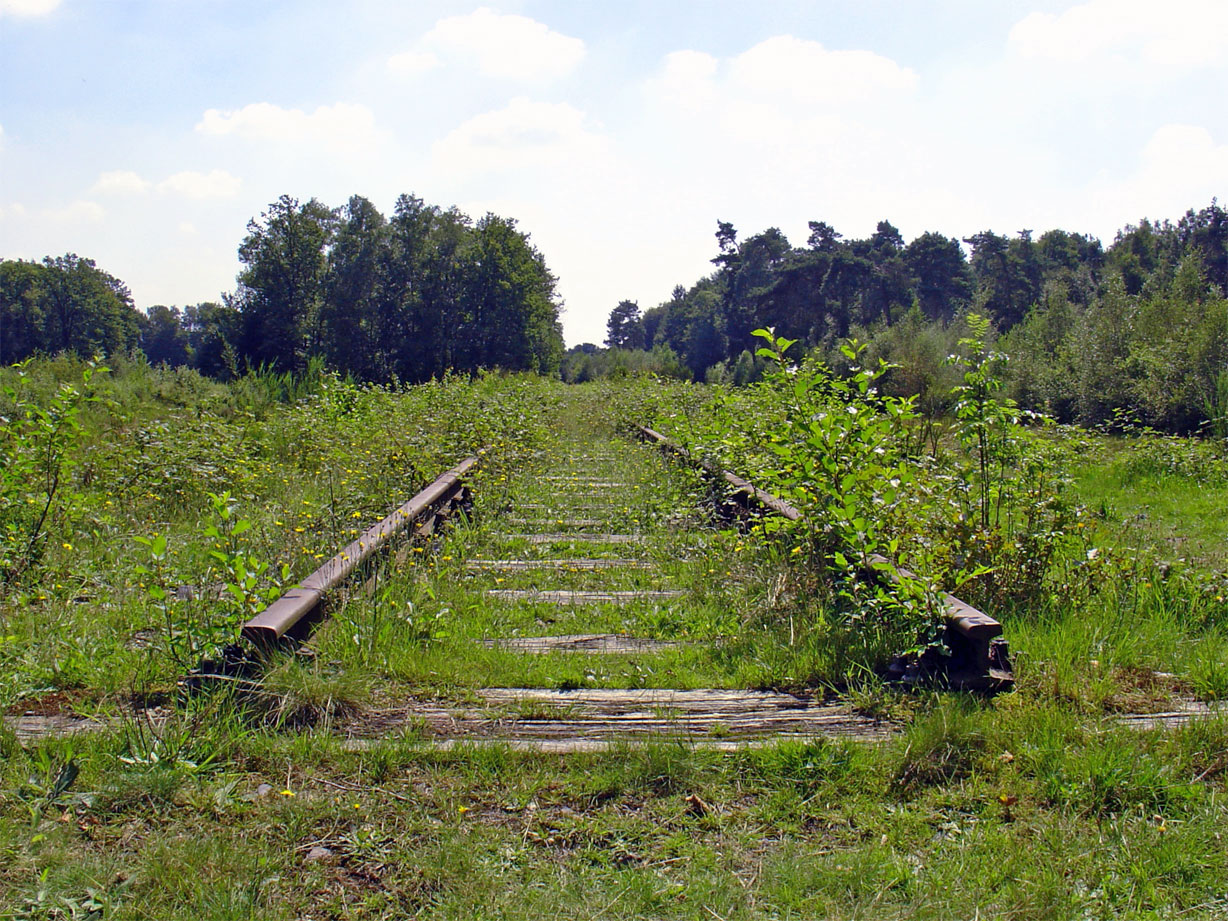
Borkense baan in Kotten
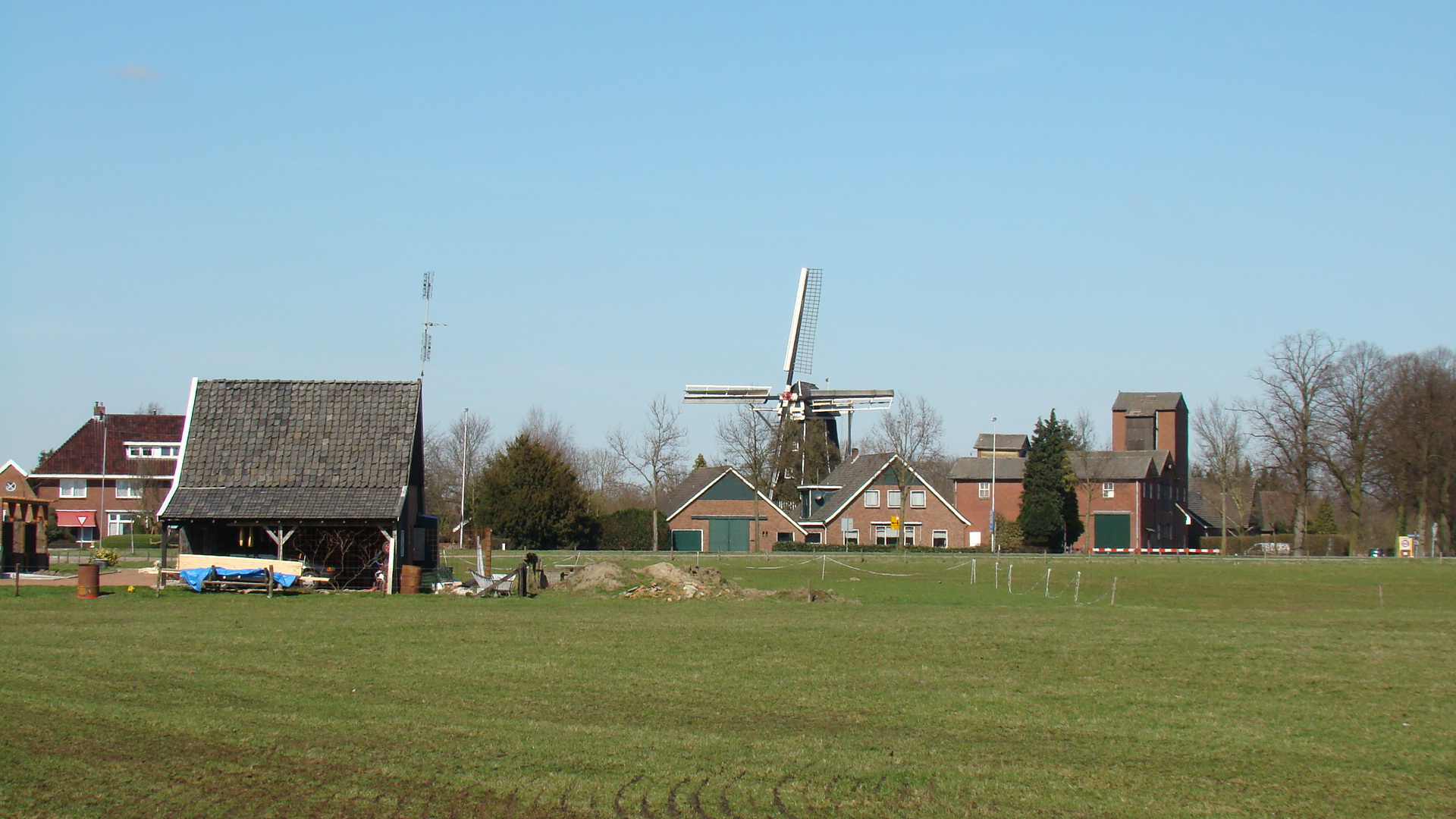
De Meenkmolen in Miste